# 呈分試
呈分試又叫做報分試，是香港教育局根據校內考試的成績去編排全香港小學生的排名，從而分配中學的學位派位，代替學能測驗。呈分試不是全香港的統一考試，每所小學需要將每位學生五年級下學期及六年級上下學期，總共三個學期的成績呈交給教育局，而評核方法除考試外，根據每間小學各自的方針，亦包括小測、總測、課業等。
教育局會根據每位同學的成績，以及所屬學校過往的中一入學前香港學科測驗成績，去調整所屬校網所有學校和學生的成績排名，然後分為三個派位組別（Band）。學生的組別越高，可以派到心儀中學的機會就越高。
每科成績在呈分試所佔的比重都不同，根據教育局的建議，中文、英文同數學各佔23.7%，常識佔15.8%，視覺藝術佔7.9%，音樂佔5.3%，不過每間小學可以各自有不同的比重。
2024年10月16日，教育局公佈呈分試新安排，於2026/2027學年小五下學期開始實施。比重總和維持不變，但調整各科目比重，納入科學科和人文科，以取代常識科，並加入體育科。以下為新安排：
- 現行和優化後的呈分試科目比重 （页面存档备份，存于）

## 呈分試取消
2020年由於受到肺炎疫情影響，教育局宣佈全港延長學校停課，不會早於2020年4月20日復課，小六第三次呈分試取消。2019－20年學年小六學生的中一派位會根據小五第一次及小六第二次呈分試成績安排。
2022年由於受到第五波疫情影響，小六第三次呈分試取消，小六學生的中一派位組別根據在小五下學期同小六上學期由學校向教育局呈報的校內成績決定。

## 另見
- 香港中學學位分配辦法
- 統一派位 (中學)
- 自行分配學位 (中學)